# Cmentarz żydowski w Białogardzie
Cmentarz żydowski w Białogardzie – kirkut mieścił się ok. 2 km na południe od miasta przy obecnej ulicy Połczyńskiej. Założony został w 1823. W 1938 cmentarz został zniszczony. Ma powierzchnię 0,28 ha. Obecnie teren jest nieogrodzony i porośnięty trawą. Nie zachowały się na nim żadne nagrobki.
Część z nagrobków została wykorzystana do budowy murku okalającego rzekę Liśnicę przy ul. Batalionów Chłopskich.